# Mitsubishi i-MiEV
El Mitsubishi i-MiEV (MiEV és un acrònim per a Vehicle elèctric innovador de Mitsubishi) és un elèctric cotxe urbà de cinc portes produït a la dècada de 2010 per Mitsubishi Motors, i és la versió elèctrica del Mitsubishi i. PSA també venen variants de l'PSA com a Peugeot iOn i Citroën C-Zero, principalment a Europa. L'i-MiEV va ser el primer cotxe elèctric modern de producció en massa capaç d'utilitzar carreteres.
L'i-MiEV es va llançar per als clients de la flota al Japó el juliol de 2009 i l'1 d'abril de 2010 per al públic en general. Les vendes internacionals a Àsia, Austràlia i Europa van començar el 2010, amb altres marcadors el 2011, incloent Central i Amèrica del Sud. Flota i els lliuraments de clients minoristes als EUA i al Canadà van començar el desembre de 2011. La versió només nord-americana és més gran que la versió japonesa i té diverses funcions addicionals.
Segons el fabricant, l'autonomia totalment elèctrica i-MiEV és de 160 quilometres (100 mi) al cicle de prova japonès. L'interval per a la versió americana de l'any model 2012 és de 62 milles (100 km) en el cicle de l'Agència de protecció del medi ambient dels Estats Units (US EPA). El novembre de 2011, el Mitsubishi i va ocupar el primer lloc a la Guia Anual d'Economia de Combustible 2012 de l'EPA i es va convertir en el vehicle certificat EPA amb més eficiència de combustible als EUA per a tots els combustibles, fins que va ser superat pel Honda Fit EV el juny de 2012 i el BMW i3, Chevrolet Spark EV, Volkswagen e-Golf i Fiat 500e a anys successius.
A Juliol 2014, Japó es va classificar com el mercat líder amb més de 10.000 i-MiEV venuts, seguit de Noruega amb més de 4.900 unitats, França amb més de 4.700 unitats, Alemanya amb més de 2.400 unitats, els tres països europeus que representen les tres variants de la família i-MiEV venudes a Europa; i els Estats Units amb més de 1.800 i-MiEV venuts fins a l'agost de 2014. A principis de març de 2015, i tenint en compte totes les variants de l'i-MiEV, incloses les dues versions minicab MiEV venudes al Japó, Les vendes globals van ascendir a més de 50.000 unitats des del 2009.